# În

Litera chirilică În

Litera În (Ꙟ ꙟ), de asemenea ortografiată ca Yn, este o literă arhaică a alfabetului chirilic folosit pentru scrierea limbii române pentru reprezentarea grupărilor de sunete "în" și "îm".
În grafia modernă cu litere latine nu există un corespondent direct al literei, utilizându-se în schimb gruparea de grafeme <în> sau <îm>. În ortografia cu litere chirilice, litera în a fost înlocuită prin <ын> și <ым>.
Deoarece majoritatea font-urilor nu conțin o reprezentare a literei, ea este deseori înlocuită printr-o săgeată arătând în sus: <↑>. De la sistemul de operare Windows 8, font-uri care includ litera cuprind FreeSerif și Segoe UI.